# William Hirons
William Hirons (Egyesült Királyság, Warwickshire, Wolston, 1871. június 25. - Egyesült Királyság, Nottingham, 1958. január 5.) olimpiai bajnok brit kötélhúzó.
Az 1908. évi nyári olimpiai játékokon indult kötélhúzásban brit színekben. A londoni városi rendőrség csapatában szerepelt Rajtuk kívül még kettő brit rendőrségi csapat és két ország indult (amerikaiak és svédek). A verseny egyenes kiesésben zajlott. A döntőben a liverpooli rendőrséget győzték le.